# 薬萊山
薬萊山（やくらいさん）は、宮城県加美郡加美町のほぼ中央、宮城県立自然公園船形連峰に含まれる標高553mの山である。

## 概要
北側4kmほどのところを国道347号が東西に走り、地元では「加美富士」とも呼ばれる円錐形の山で、登山口には駐車場も整備されている。船形山の裾野にある独立峰のため、大崎市の古川近辺からも目立つ存在である。山麓には放牧地や、野外活動センター、スキー場、温泉「やくらい薬师の湯」、やくらいゴルフ倶楽部、やくらいガーデン、やくらいウォーターパークなどがある。スキー場側の山麓から頂上まで、途中にある706段の階段を含む1.5kmほどの登山道があり、40分から45分ほどで登頂できる。
生態系ではツツジやフジ、ヤマユリが見られ、500mほど続くソメイヨシノの約300本の桜並木は標高差があるため、麓から時期がずれて咲き始める。
東北百名山の1つである。

## 所在地
〒981-4356 宮城県加美郡加美町芋沢薬萊原 

## アクセス
JR東日本陸羽東線西古川駅から西へ車で約25分